# Vanuatu i olympiska sommarspelen 1996
Vanuatu deltog i de olympiska sommarspelen 1996 med en trupp bestående av två deltagare, en man och en kvinna, men ingen av dem erövrade någon medalj.

## Friidrott
Herrarnas 1 500 meter
- Tawai Keiruan
  - Kval — 4:02.78 (→ gick inte vidare, 54:e plats)

Damernas 400 meter häck
- Mary Estelle Kapalu
  - Heat — 58.68 (→ gick inte vidare, 29:e plats)